# Beach-volley aux Jeux olympiques
Cet article traite du Beach-volley aux Jeux olympiques. Pour le volley-ball, voir Volley-ball aux Jeux olympiques.
Le beach-volley, officiellement "volleyball de plage", est inscrit au programme des Jeux olympiques depuis l'édition de 1996 à Atlanta avec deux tournois, un masculin et un féminin. Depuis lors, ce sport a toujours été présent lors des Jeux olympiques d'été.
Le Brésil est le pays ayant comptabilisé le plus grand nombre de médailles depuis les débuts du beach-volley aux Jeux olympiques et les États-Unis le plus grand nombre de titres olympiques, grâce notamment à leurs joueuses Misty May-Treanor et Kerri Walsh, athlètes les plus titrées avec trois médailles d'or olympiques remportées.

## Compétition masculine

### Historique
L'équipe américaine masculine de beach-volley a remporté 3 fois la compétition sur 7 éditions. Toujours dotée d'une différente équipe, l'équipe américaine s'est montré maîtresse de la compétition depuis sa création en 1996. Le Brésil est second du classement de la meilleure équipe de beach-volley aux Jeux olympiques avec deux médailles d'or, trois médailles d'argent et une de bronze.
L'édition de 1996 marque la domination nord-américaine avec deux équipes américaines sur le podium et une équipe canadienne (qui a battu le Portugal pour la troisième place). L'année 2000 fait entrer pour la première fois une équipe européenne sur le podium, l'Allemagne, qui finira au bas du podium, derrière des équipes du continent américain, qui sont, sans surprise, les États-Unis et le Brésil. En 2004, coup de théâtre : les États-Unis sont éliminés en quart de finale par l'équipe suisse composée de Patrick Heuscher et de Stefan Kobel, qui finiront 3e. Le Brésil finira par remporter la compétition devant deux pays européens, une première. L'année 2008 marque le retour de la domination du continent américain avec une équipe américaine et deux équipes brésiliennes sur le podium.
À partir de 2012, les Américains disparaissent des podiums et de nouveaux pays européens apparaissent avec la Lettonie en 2012, l'Italie et les Pays-bas en 2016. En 2020, le Brésil ne monte pas sur le podium : l'édition voit le sacre de la Norvège et l'arrivée du Qatar sur la troisième marche.

### Palmarès
| Édition                  | Lieu           | Or                                        | Argent                                                              | Bronze                                     |
| ------------------------ | -------------- | ----------------------------------------- | ------------------------------------------------------------------- | ------------------------------------------ |
| 1996                     | Atlanta        | États-Unis Karch Kiraly Kent Steffes      | États-Unis Michael Dodd Mike Whitmarsh                              | Canada John Child Mark Heese               |
| 2000                     | Sydney         | États-Unis Dain Blanton Eric Fonoimoana   | Brésil Zé Marco Ricardo Santos                                      | Allemagne Jörg Ahmann Axel Hager           |
| 2004                     | Athènes        | Brésil Ricardo Santos Emanuel Rego        | Espagne Javier Bosma Pablo Herrera                                  | Suisse Patrick Heuscher Stefan Kobel       |
| 2008 résultats détaillés | Pékin          | États-Unis Phil Dalhausser Todd Rogers    | Brésil Marcio Araujo Fabio Luiz Magalhães                           | Brésil Ricardo Santos Emanuel Rego         |
| 2012 résultats détaillés | Londres        | Allemagne Julius Brink Jonas Reckermann   | Brésil Alison Cerutti Emanuel Rego                                  | Lettonie Mārtiņš Pļaviņš Jānis Šmēdiņš     |
| 2016 résultats détaillés | Rio de Janeiro | Brésil Alison Cerutti Bruno Oscar Schmidt | Italie Daniele Lupo Paolo Nicolai                                   | Pays-Bas Alexander Brouwer Robert Meeuwsen |
| 2020 résultats détaillés | Tokyo          | Norvège Anders Mol Christian Sørum        | Comité olympique de Russie Viacheslav Krasilnikov Oleg Stoyanovskiy | Qatar Ahmed Tijan Cherif Younousse         |
| 2024 résultats détaillés | Paris          | [[]] [[]]                                 | [[]] [[]]                                                           | [[]] [[]]                                  |

## Compétition féminine

### Historique
L'équipe féminine américaine composé de Kerri Walsh et de Misty May-Treanor ont remporté 3 fois consécutivement les Jeux olympiques de beach-volley, en 2004, en 2008 et en 2012. Ces résultats font de ces deux femmes les plus médaillées d'or dans l'histoire du beach-volley aux Jeux olympiques.
Cependant, les États-Unis n'ont pas le record de médailles dans l'histoire du beach-volley féminin aux Jeux olympiques. En effet, les Brésiliennes ont cumulé 5 podiums, ce qui leur procure 7 médailles (dont 1 en or). Suivies des États-Unis avec 6 médailles (dont 4 en or) puis de l'Australie avec 3 médailles chacune (1 en or)

### Palmarès
| Édition                  | Lieu           | Or                                       | Argent                                             | Bronze                                            |
| ------------------------ | -------------- | ---------------------------------------- | -------------------------------------------------- | ------------------------------------------------- |
| 1996                     | Atlanta        | Brésil Jackie Silva Sandra Pires         | Brésil Monica Rodrigues Adriana Samuel             | Australie Natalie Cook Kerri Pottharst            |
| 2000                     | Sydney         | Australie Natalie Cook Kerri Pottharst   | Brésil Adriana Behar Shelda Bede                   | Brésil Sandra Pires Adriana Samuel                |
| 2004                     | Athènes        | États-Unis Kerri Walsh Misty May-Treanor | Brésil Adriana Behar Shelda Bede                   | États-Unis Holly McPeak Elaine Youngs             |
| 2008 résultats détaillés | Pékin          | États-Unis Kerri Walsh Misty May-Treanor | Chine Tian Jia Wang Jie                            | Chine Xue Chen Zhang Xi                           |
| 2012 résultats détaillés | Londres        | États-Unis Kerri Walsh Misty May-Treanor | États-Unis Jennifer Kessy April Ross               | Brésil Larissa França Juliana Felisberta da Silva |
| 2016 résultats détaillés | Rio de Janeiro | Allemagne Laura Ludwig Kira Walkenhorst  | Brésil Ágatha Bednarczuk Bárbara Seixas            | États-Unis April Ross Kerri Walsh Jennings        |
| 2020 résultats détaillés | Japon          | États-Unis Alexandra Klineman April Ross | Australie Mariafe Artacho del Solar Taliqua Clancy | Suisse Joana Heidrich Anouk Vergé-Dépré           |
| 2024 résultats détaillés | Paris          | [[]] [[]]                                | [[]] [[]]                                          | [[]] [[]]                                         |

## Tableau des médailles
Le tableau ci-dessous présente le bilan, par nations, des médailles obtenues en beach-volley lors des Jeux olympiques d'été, de 1996 à 2020. Le rang est obtenu par le décompte des médailles d'or, puis en cas d'ex æquo, des médailles d'argent, puis de bronze.
Après les Jeux de 2020, les États-Unis ont remporté le plus grand nombre de médailles olympiques en beach-volley, avec onze médailles dont six en or. Le Brésil arrive en seconde position avec trois médailles d'or remportées, suivie de l'Allemagne avec deux d'or. Depuis l'instauration du beach-volley au programme olympique seulement quatorze pays ont remporté au moins une médaille.
Tableau mis à jour après les Jeux olympiques de 2020.
| Rang  | Nation     | Or | Argent | Bronze | Total |
| ----- | ---------- | -- | ------ | ------ | ----- |
| 1     | États-Unis | 7  | 2      | 2      | 11    |
| 2     | Brésil     | 3  | 7      | 3      | 13    |
| 3     | Allemagne  | 2  | 0      | 1      | 3     |
| 4     | Australie  | 1  | 1      | 1      | 3     |
| 5     | Norvège    | 1  | 0      | 0      | 1     |
| 6     | Chine      | 0  | 1      | 1      | 2     |
| 7     | Espagne    | 0  | 1      | 0      | 1     |
| 7     | Italie     | 0  | 1      | 0      | 1     |
| 7     | ROC        | 0  | 1      | 0      | 1     |
| 10    | Suisse     | 0  | 0      | 3      | 3     |
| 11    | Canada     | 0  | 0      | 1      | 1     |
| 11    | Lettonie   | 0  | 0      | 1      | 1     |
| 11    | Pays-Bas   | 0  | 0      | 1      | 1     |
| 11    | Qatar      | 0  | 0      | 1      | 1     |
| Total | Total      | 14 | 14     | 14     | 38    |